# Luis Muñoz Marin
Pour les articles homonymes, voir Muñoz.
Luis Muñoz Marin, né le 18 février 1898 à San Juan (Porto Rico) et mort le 30 avril 1980 dans la même ville est un homme politique portoricain. Il est le premier gouverneur du Commonwealth de Porto Rico, en exercice du 2 janvier 1949 au 2 janvier 1965.
Artisan du premier boom économique moderne de l'île ; il est tout d'abord un farouche partisan de l'indépendance de Porto Rico. Il devint plus tard un avocat convaincu de la collaboration économique avec les États-Unis et participa à la fondation du Parti populaire démocrate (PPD) en 1938. Premier gouverneur élu, son opération  Bootstrap a permis de construire de nombreuses routes et écoles dans les coins ruraux les plus reculés de l'île.

## Jeunesse et famille
Luis Muñoz Marín a commencé ses études primaires à la William Penn Public School à Santurce, un district de San Juan. La plupart des cours étaient dispensés en anglais, changement imposé par le gouvernement colonial américain. La connaissance de l'anglais de Muñoz Marín lui a permis de passer en deuxième année de primaire, même s'il a eu des difficultés l'année suivante. En 1908, Muñoz Marín a été inscrit dans une petite école privée à San Juan. Travaillant avec l'enseignant Pedro Moczó, il a couvert en deux ans tout le matériel normalement enseigné aux élèves de la troisième à la huitième année, en passant des tests avec de bonnes notes. 

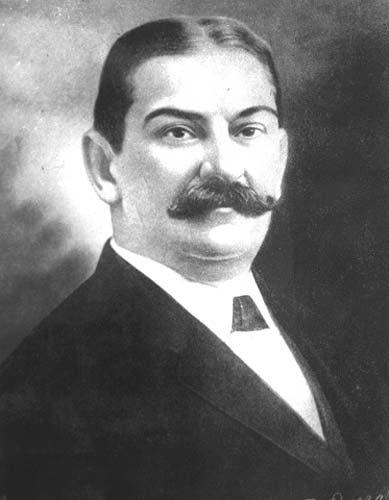
Luis Muñoz Rivera, père de Muñoz Marin, premier représentant de Porto Rico entre 1911 et 1916.

En 1910, son père, Luis Muñoz Rivera, a été élu premier représentant de Porto Rico à la Chambre des représentants.
Muñoz Marín a brièvement déménagé à New York avec sa mère avant de déménager à Washington DC, sur l'insistance de son père.
En 1911, il commence ses études à la Georgetown Preparatory School, mais n'apprécie pas sa discipline stricte et échoue à la dixième année. En 1915, son père l’a inscrit au Centre de droit de l’Université de Georgetown, mais Muñoz Marín n’était pas intéressé et souhaitait devenir poète[réf. nécessaire].
À la fin de l'année 1916, Muñoz Marín et sa mère ont été appelés à Porto Rico par leur ami Eduardo Georgetti, qui a déclaré que son père, Luis, souffrait d'une infection se propageant de la vésicule biliaire. Muñoz Rivera est décédé le 15 novembre 1916, alors que Muñoz Marín avait 18 ans.

## Mariage
Le 1er juillet 1919, Muñoz Marín épousa Muna Lee, femme de lettres, qui avait grandi dans l'Oklahoma. Lee était une féministe de premier plan dans le Sud et un écrivain en devenir de poésie panaméricaine. Ils avaient une fille et un fils ensemble, mais vivaient souvent séparés avant de divorcer en 1938.
Au cours des années 1920, Muñoz Marín passa la majorité de son temps à Greenwich Village, où il vivait indépendamment de sa femme et de ses jeunes enfants. Au cours de ces années, il a demandé à plusieurs reprises à son épouse et à sa mère de lui envoyer de l'argent et s'est livré à une " vie de bohème " qui a mis à rude épreuve son mariage.
Muñoz Marín et son épouse Muna Lee ont été séparés légalement en 1938. Lors de sa première campagne pour le Sénat de Porto Rico en 1932, Muñoz Marín était accusé d'être un toxicomane. Il était également supposé qu'il était accro à l'opium.
Après son divorce, il se remarie, en 1946, avec Inés Mendoza, qui restera à ses côtés jusqu'à sa mort.

## Carrière politique
Dans les années 1930, le scénario politique de Porto Rico avait changé. Le parti nationaliste portoricain était le seul parti à demander activement son indépendance. Le président de cette organisation, Pedro Albizu Campos, a rencontré de temps en temps Muñoz Marín. Il était impressionné par les arguments d'Albizu, mais leurs styles pour atteindre l'autonomie et les réformes sociales étaient différents.
En 1932, Antonio R. Barceló abandonna la coalition, qui s'était affaiblie à ce moment-là, et travailla à la création d'un nouveau mouvement indépendantiste. Barceló a adopté plusieurs des idées de réformes sociales et économiques et d'autonomie de Muñoz Marín, les utilisant pour former l'idéologie du parti libéral de Porto Rico.
Muñoz Marín a rejoint le parti libéral et a dirigé La Democracia, devenue le journal officiel du parti. Il avait décidé de devenir politicien pour mener à bien la réforme. Dans ses discours, il a discuté des moyens de fournir davantage de terrains, d'hôpitaux, de nourriture et d'écoles au grand public.
Le 13 mars 1932, Muñoz Marín a été nommé par le parti au poste de sénateur. Bien que le parti n'ait pas obtenu la majorité lors des élections de 1932, Muñoz Marín a recueilli suffisamment de voix pour occuper un poste au Sénat de Porto Rico. Peu de temps après, Rudy Black, reporter à La Democracia, a organisé une rencontre entre lui et Eleanor Roosevelt. Voulant qu'elle voie personnellement les problèmes de Porto Rico, il la persuada de visiter l'île.
En août 1932, Muñoz Marín a reçu Eleanor Roosevelt au Fort San Felipe del Morro et à La Fortaleza avant de se rendre à El Fanguito, un secteur pauvre qui avait beaucoup souffert de l'ouragan. Lorsque les photos de sa visite ont été publiées, les anciens gouverneurs américains et le président sortant ont été outrés d'avoir été oubliés.
À la suite du rapport de son épouse, Franklin D. Roosevelt a inclus Porto Rico dans le programme New Deal. Muñoz Marín est devenu une figure politique populaire en raison de son implication dans le programme, qui prévoyait des investissements considérables de fonds fédéraux à Porto Rico pour développer les infrastructures et le logement.
En 1938, Muñoz Marín et d'autres collaborateurs, quittent le parti libéral et fondent le Parti populaire démocrate (PPD).
Ce dernier obtient lors des élections de 1940, la majorité au Sénat. En tant que premier chef du parti, Muñoz Marín fut désigné chef de la majorité et ainsi président du Sénat.
À ce poste, il tente de convaincre le premier représentant de Porto Rico du moment, Bolívar Pagán, de s'entretenir avec le gouvernement américain afin d'obtenir un référendum qui permettrait aux portoricains de choisir l'avenir de l'île.
La réponse américaine se fait attendre jusqu'en 1946, date à laquelle un portoricain est nommé au poste de gouverneur colonial, Jesús T. Piñero, ancien premier représentant de Porto Rico, signe d'une ouverture vers l'indépendance de la part du gouvernement américain.
D'abord fervent indépendantiste, Muñoz Marín, réélu président du Sénat, se déclare en faveur d'un Commonwealth, proposé par certains diplomates américains.
La proposition est soumise au vote populaire est acceptée à l'unanimité.
Les postes de gouverneur colonial et de premier représentant sont dissous et remplacés par un poste de Chef de gouvernement : le gouverneur du Commonwealth.

## Gouverneur de Porto Rico
Partisan du Commonwealth, Muñoz Marín se présente aux premières élections générales de 1949 à la tête du Parti populaire démocrate (PPD). Face à lui, les pro-américains, qui sont pour une adhésion de Porto Rico dans l'Union, qui ont fondé le parti « État républicain », avec à leur tête, Luis A. Ferré.
Muñoz Marín est élu avec 58,23 % des voix face aux « républicains ». Il a officiellement pris ses fonctions le 2 janvier 1949. Il a exercé les fonctions de gouverneur pendant seize ans. Il a été réélu en 1952, 1956 et 1960. En 1957, Muñoz Marín a reçu un doctorat honorifique en droit (LL.D.) de Bates College. 
Après avoir progressé dans la lutte contre l’analphabétisme et dans d’autres problèmes sociaux, le parti a commencé à débattre de la manière de mettre en place un gouvernement autonome. Muñoz Marín et ses fonctionnaires sont convenus d'adopter une structure de « État libre associé », proposée par Barceló des décennies auparavant. En espagnol, le nom de la proposition est resté inchangé, mais en anglais, il est communément appelé « Commonwealth », afin d'éviter toute confusion avec un État à part entière. L’objectif principal de la proposition était de donner plus d’autonomie à l’île, y compris des fonctions exécutives analogues à celles des États, et d’adopter une constitution. Pendant son mandat de gouverneur, une convention constitutionnelle de Porto Rico a été appelée. Muñoz Marín a participé à cela et à la rédaction de la Constitution de Porto Rico. Elle a été adoptée par 82 % des habitants de Porto Rico et approuvé par le Congrès des États-Unis en 1952. Des partisans de l'indépendance ont quitté le PPD et ont fondé le Parti indépendantiste portoricain, peu après.
Au cours de la décennie des années 1950, la plupart des portoricains ont travaillé dans des usines plutôt que dans l’agriculture, afin d’éviter les pertes dues aux cyclones fréquents. Beaucoup de gens ont émigré à New York au cours de cette période pour ses bons emplois industriels. Muñoz Marín a déclaré qu'il "n'était pas d'accord avec" la "situation qui perdure" et que "la bataille pour une vie saine ne devrait pas mettre tout son accent sur l'industrialisation. Une partie de celle-ci doit être placée sur l'agriculture". Les critiques américains ont estimé qu'il encourageait la migration à réduire la surpopulation. Malgré les efforts déployés pour fournir davantage de travail dans l'agriculture sur les îles, la migration s'est poursuivie.
Le 6 décembre 1962, le président des États-Unis, John F. Kennedy, remit à Muñoz Marín la médaille présidentielle de la liberté. En 1964, Muñoz Marín était gouverneur depuis seize ans. Un groupe de jeunes membres du parti démocratique populaire a estimé qu'il devrait prendre sa retraite. Ils lui ont proposé de démissionner et ont présenté une proposition de limitation de la durée du mandat - deux mandats pour les élus. Le groupe s'est nommé Los veinte y dos ("Les vingt-deux") et a commencé à mener une campagne appelant à l'appui des civils. Victoria, la plus jeune fille de Muñoz Marín, a rejoint le groupe, ce à quoi il ne s'est pas opposé. La veille de la tenue d'une assemblée du parti pour élire ses candidats, Muñoz Marín a annoncé sa décision de ne pas briguer un autre mandat. Il a recommandé Roberto Sánchez Vilella, son secrétaire d'État, à la candidature du parti.
Sánchez Vilella a été élu gouverneur et a succédé à Muñoz Marín le 2 janvier 1965.

## Retraite

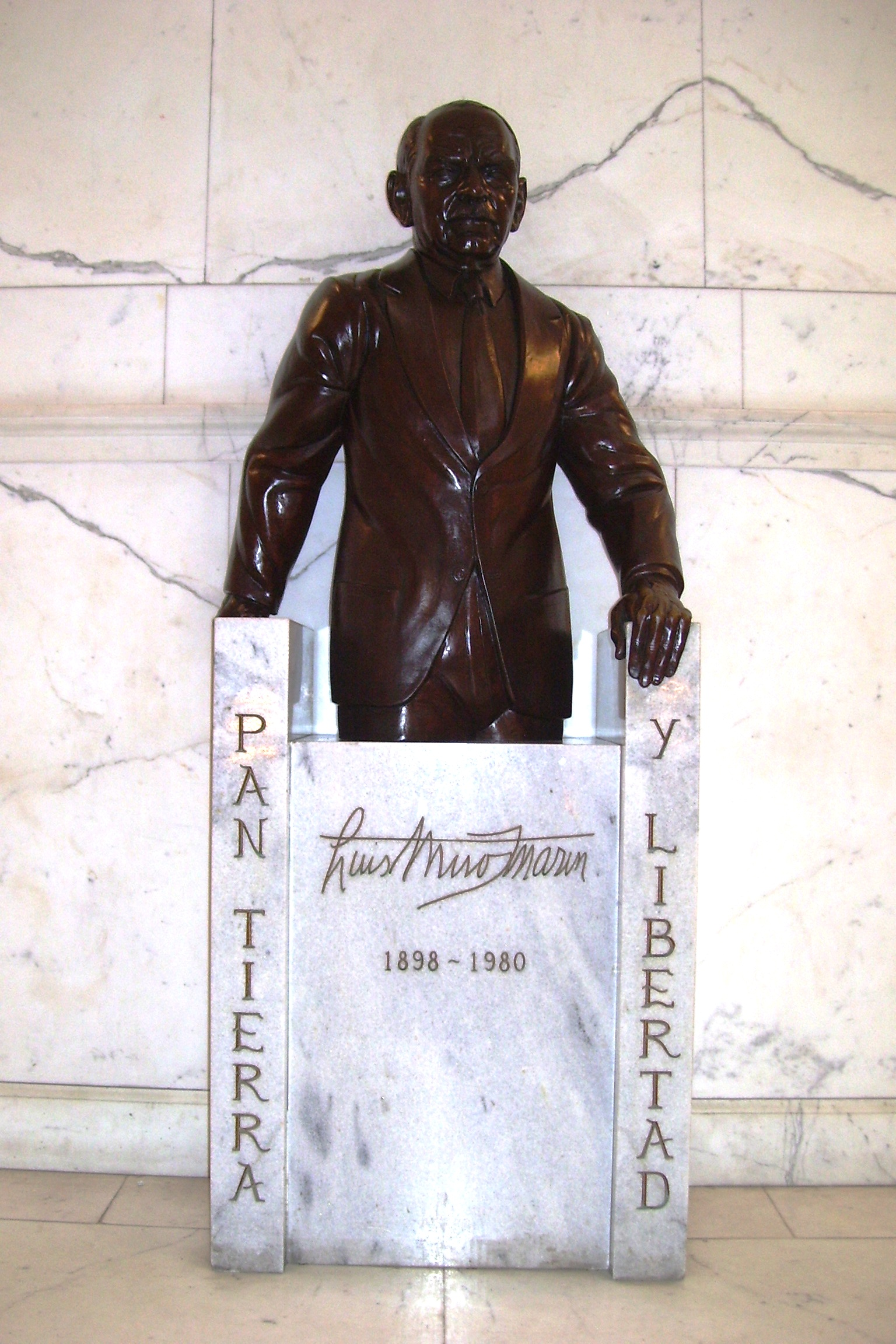
Sculpture de Muñoz Marín à l'intérieur du Capitole de Porto Rico.

Après avoir démissionné de son siège au Sénat en 1970, Muñoz Marín a déménagé temporairement en Italie, où une de ses filles, Viviana, avait établi sa résidence. Pendant ce temps, il a voyagé vers diverses destinations en Europe, notamment en France, en Espagne et en Grèce. Il est retourné à Porto Rico deux ans plus tard, quand il a commencé à écrire son autobiographie.
Par la suite, il soutient la candidature de Rafael Hernández Colón pour la présidence du PPD puis briguer le poste de gouverneur.
Plus tard dans sa vie, la santé de Muñoz Marín s'est affaiblie. Le 5 janvier 1976, il a subi un grave accident vasculaire cérébral, qui a temporairement affecté sa capacité à bouger, à lire et à parler. Le 30 avril 1980, il est décédé à l'âge de 82 ans des suites d'une complication due à une forte fièvre.
Ses funérailles sont devenues un événement à l'échelle de l'île, réduisant à néant les funérailles de son propre père en 1916, suivies par des dizaines de milliers d'adeptes.

## Hommage
Le principal aéroport de l'île, l'Aéroport international Luis Muñoz Marín, a été baptisé en son honneur cinq ans après son décès.